# الیور چشیر
الیور چشیر (زاده ۳ ژوئن ۱۹۸۸) مدل و نویسنده اهل کشور انگلستان است.